# Arkadi Grigorjewitsch Mordwinow

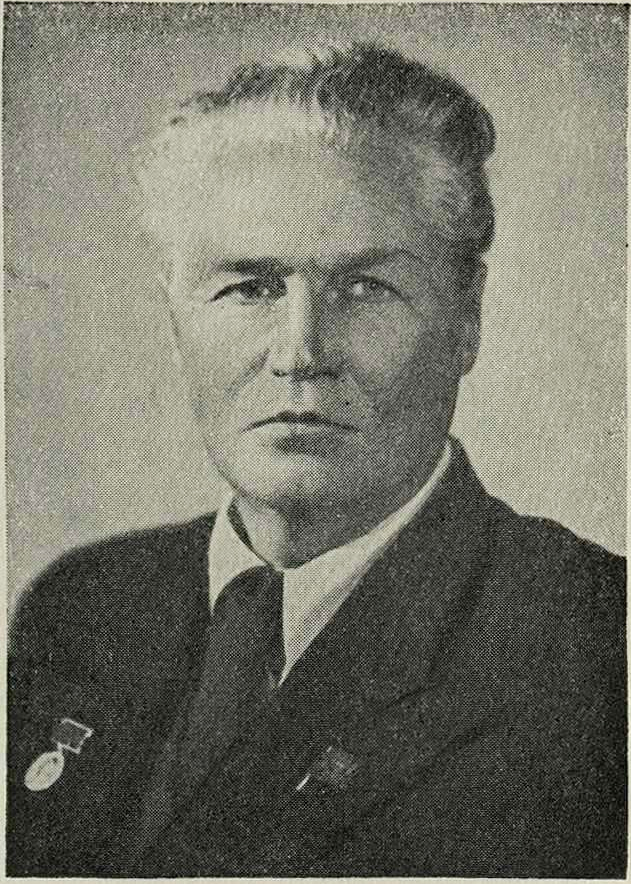
Arkadi Mordwinow (um 1945/49)

Arkadi Grigorjewitsch Mordwinow (ursprünglich Mordwischew) (russisch Аркадий Григорьевич Мордви́нов (Мордвишев); * 15. Januarjul. / 27. Januar 1896greg. in Schurawlicha; † 23. Juli 1964 in Moskau) war ein sowjetischer Architekt.

## Leben
Mordwinow, Sohn eines Ikonenmalers, verbrachte seine Jugend im Dorf Waresch bei Pawlowo. Er studierte Bauingenieurwesen an der Moskauer Technischen Hochschule mit Abschluss 1930. Seine frühen Arbeiten entsprachen dem Konstruktivismus, wie sein Postamt in Charkow zeigt.
1929 gründete Mordwinow mit K. S. Halabjan und Alexander Wlassow die Allrussische Gesellschaft der Proletarischen Architekten (WOPRA), die sich gegen die avantgardistische Entwicklung der sowjetischen Architektur und alle anderen fremden Baustile wie Neobarock, Eklektizismus und Neoklassizismus wandte. Insbesondere kritisierte Mordwinow scharf I. I. Leonidow, nannte seine Entwürfe kleinbürgerlich und beschuldigte ihn der Sabotage. Auch war er ein Gegner des Moskauer Zentrosojus-Gebäudes von Le Corbusier und N. D. Kolli. Der sowjetische Staat benutzte die WOPRA-Gruppe, um auch die freien Architekten der ASNOWA-Gruppe und der OSA-Gruppe unter seine Kontrolle zu bringen, wie das Vorgehen gegen unabhängige Ingenieure und Techniker deutlich machte – siehe Schachty-Prozess und Prompartija-Prozess gegen L. K. Ramsin und andere. 1933 führten Mordwinow und Halabjan eine Kampagne gegen den Modernisten M. A. Ochitowitsch, der daraufhin verhaftet und 1937 erschossen wurde.
Anfang der 1930er Jahre arbeitete Mordwinow als Stellvertretender Leiter in der von I. A. Fomin geleiteten Architekturprojektwerkstatt Nr. 3 des Moskauer Stadtsowjets. Auch gehörte er zum Kader der ständigen Architekturberatung des Rats für den Bau des Palasts der Sowjets beim Präsidium des Allrussischen Zentralen Exekutivkomitees. Beeinflusst wurde er durch die Stenberg-Brüder, die als Grafiker für ihn und andere Architekten arbeiteten. 1937–1941 initiierte Mordwinow die Serienfertigung von Wohnbauten an verschiedenen Straßen in Moskau.
1943–1947 war Mordwinow Vorsitzender des Komitees für Architekturangelegenheiten beim Ministerrat der UdSSR, das für den Wiederaufbau nach dem Deutsch-Sowjetischen Krieg zuständig war. Insbesondere betreute Mordwinow die ersten Pläne für den Wiederaufbau von Minsk und Smolensk. 1950–1955 war Mordwinow Präsident der Akademie der Architekturwissenschaften der UdSSR. 1953–1957 baute Mordwinow zusammen mit W. K. Oltarschewski und anderen das Moskauer Hotel Ukraina.
Mordwinows Grab befindet sich auf dem Moskauer Nowodewitschi-Friedhof.

## Ehrungen
- Stalinpreis II. Klasse (1941)
- Medaille „Für heldenmütige Arbeit im Großen Vaterländischen Krieg 1941–1945“
- Stalinpreis I. Klasse (1949)
- Leninorden
- Orden des Roten Banners der Arbeit (zweimal)

## Werke

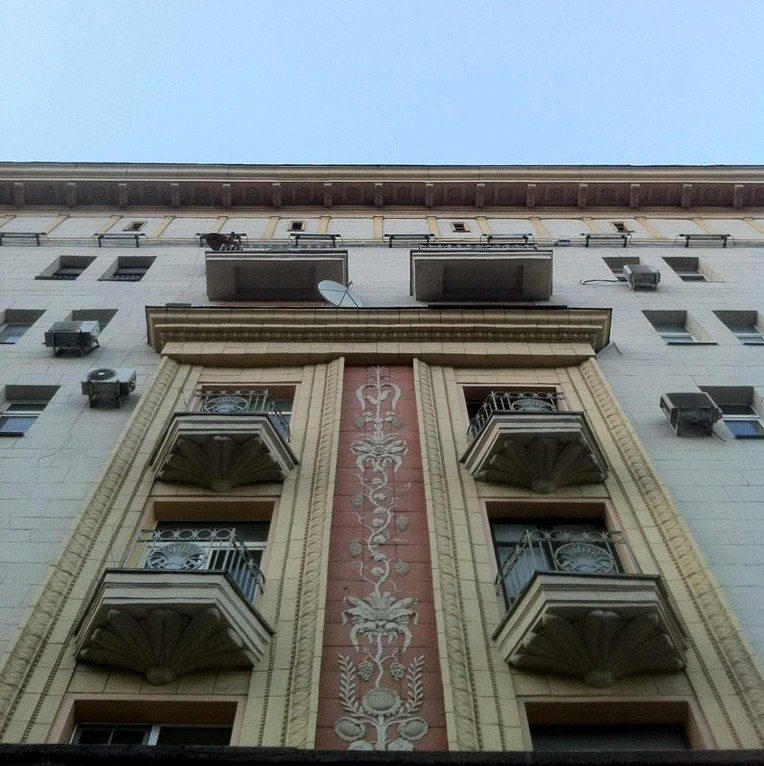
Mordwinows Wohnbauprojekt an der Gorki-Straße in Moskau (1938)
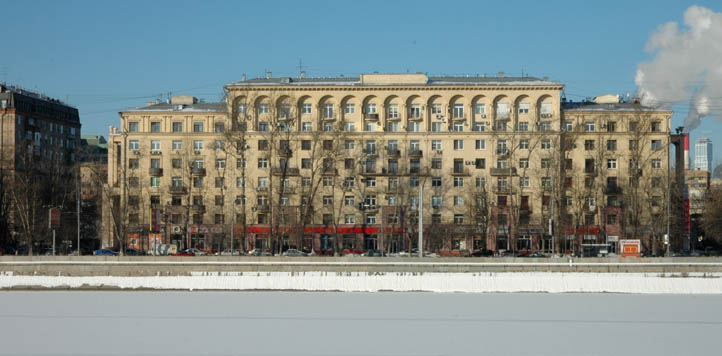
Mordwinows Wohnbauprojekt an der Frunsenskaja nabereschnaja in Moskau (1939–1941)
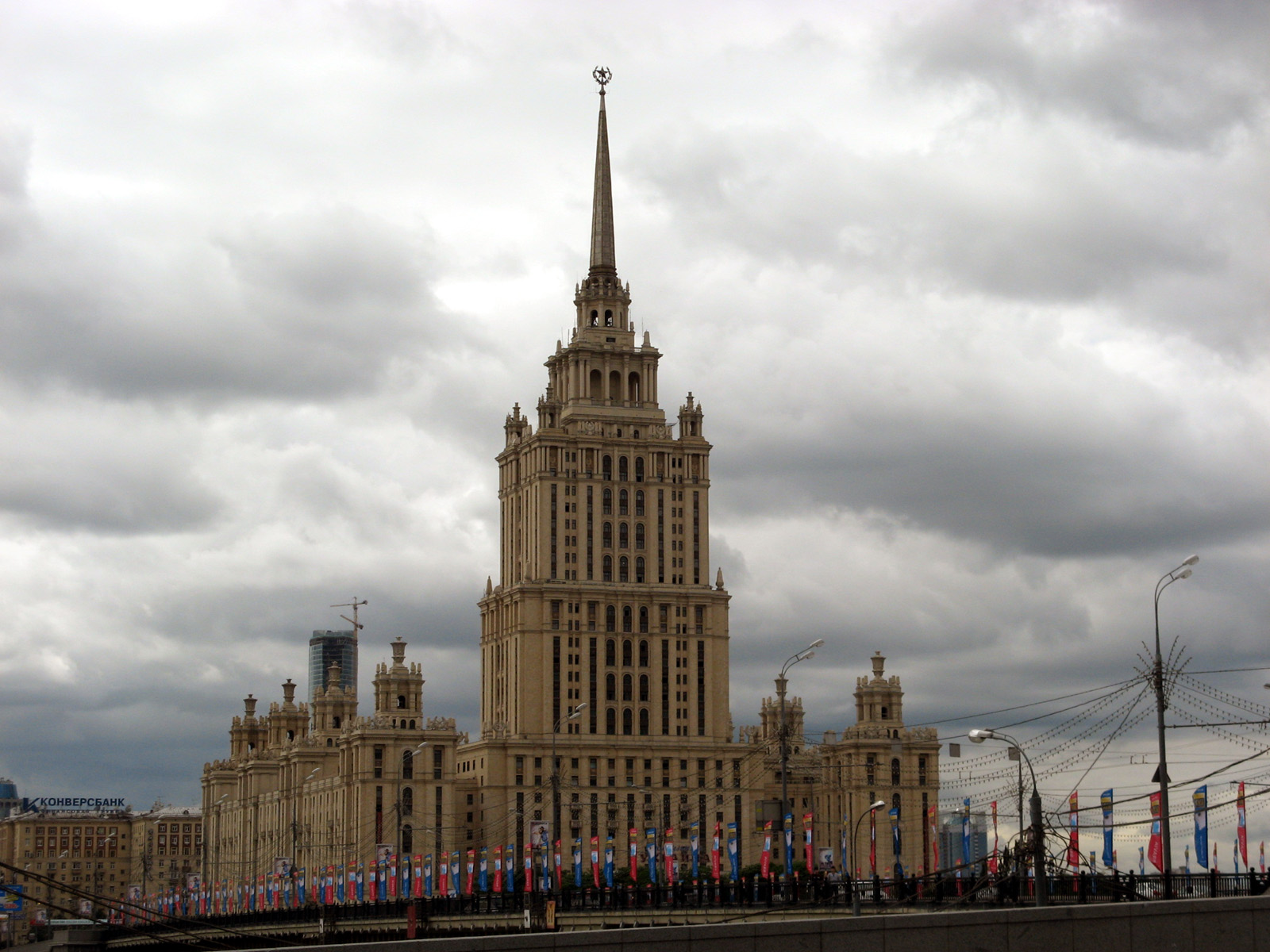
Hotel Ukraina in Moskau (1957)